# Lee Johnson (futbolista)
Lee David Johnson (Newmarket, Inglaterra, 7 de junio de 1981) es un exfutbolista y entrenador inglés que jugaba de centrocampista y su último equipo fue el Kilmarnock F. C. de Escocia. Desde marzo de 2025 dirige al Lommel S. K.

## Clubes

### Como jugador
| Club                         | País       | Año       |
| ---------------------------- | ---------- | --------- |
| Brighton & Hove Albion F. C. | Inglaterra | 2000-2001 |
| Yeovil Town F. C.            | Inglaterra | 2001-2006 |
| Heart of Midlothian F. C.    | Escocia    | 2006      |
| Bristol City F. C.           | Inglaterra | 2006-2012 |
| Derby County F. C. (cedido)  | Inglaterra | 2010      |
| Chesterfield F. C. (cedido)  | Inglaterra | 2011      |
| Kilmarnock F. C.             | Escocia    | 2012-2013 |

### Como entrenador
| Club                     | País       | Año       | PD  | G   | E   | P   | % v.   |
| ------------------------ | ---------- | --------- | --- | --- | --- | --- | ------ |
| Oldham Athletic A. F. C. | Inglaterra | 2013-2015 | 103 | 36  | 32  | 35  | 45.31% |
| Barnsley F. C.           | Inglaterra | 2015-2016 | 51  | 20  | 13  | 18  | 47.72% |
| Bristol City F. C.       | Inglaterra | 2016-2020 | 217 | 84  | 54  | 79  | 47%    |
| Sunderland A. F. C.      | Inglaterra | 2020-2022 | 78  | 40  | 20  | 18  | 59.83% |
| Hibernian F. C.          | Escocia    | 2022-2023 |     |     |     |     |        |
| Fleetwood Town F. C.     | Inglaterra | 2023      |     |     |     |     |        |
| Lommel S. K.             | Bélgica    | 2025-     |     |     |     |     |        |
| Total                    | Total      | Total     | 449 | 180 | 119 | 150 | 48.92% |
| Fuente: Ceroacero        |            |           |     |     |     |     |        |

## Palmarés

### Como jugador

#### Títulos nacionales
| Título                     | Club                      | País       | Año  |
| -------------------------- | ------------------------- | ---------- | ---- |
| Football Conference        | Yeovil Town F. C.         | Inglaterra | 2003 |
| Football League Two        | Yeovil Town F. C.         | Inglaterra | 2005 |
| Copa de Escocia            | Heart of Midlothian F. C. | Escocia    | 2006 |
| Copa de la Liga de Escocia | Kilmarnock F. C.          | Escocia    | 2012 |

### Como entrenador

#### Títulos nacionales
| Título     | Club                | País       | Año  |
| ---------- | ------------------- | ---------- | ---- |
| EFL Trophy | Sunderland A. F. C. | Inglaterra | 2021 |